# Бото Колльберг
Бото Колльберг (нім. Botho Kollberg; 11 липня 1898 — 24 січня 1944) — німецький офіцер, генерал-майор вермахту (1 січня 1944, посмертно). Кавалер Лицарського хреста Залізного хреста з дубовим листям.

## Біографія
Учасник Першої світової війни. 31 грудня 1920 року звільнений з армії. Працював директором банку. 15 липня 1934 року вступив у вермахт, командир роти 2-го піхотного полку. Учасник Польської кампанії. З 18 січня 1940 року — командир 1-го батальйону свого полку. Учасник Французької кампанії та Німецько-радянської війни. З 10 травня 1942 року — командир 23-го піхотного полку. Відзначився у боях на Волхові. Загинув під час радянського наступу під Ленінградом.

## Нагороди
- Залізний хрест 2-го і 1-го класу
- Почесний хрест ветерана війни з мечами
- Медаль «За вислугу років у Вермахті» 4-го класу (4 роки)
- Застібка до Залізного хреста
  - 2-го класу (6 червня 1940)
  - 1-го класу (24 червня 1941)
- Штурмовий піхотний знак в сріблі
- Німецький хрест в золоті (11 січня 1942)
- Лицарський хрест Залізного хреста з дубовим листям
  - лицарський хрест (6 вересня 1942)
  - дубове листя (№ 384; 8 лютого 1944, посмертно)